# Karsikkojärvi (sjö i Norra Karelen)
Karsikkojärvi är en sjö i Finland. Den ligger i kommunen Joensuu i landskapet Norra Karelen, i den sydöstra delen av landet, 400 km nordost om huvudstaden Helsingfors. Karsikkojärvi ligger 110,2 meter över havet. I omgivningarna runt Karsikkojärvi växer i huvudsak barrskog. Den är 5,7 meter djup. Arean är 51,3 hektar och strandlinjen är 5,64 kilometer lång. Sjön  ingår i Jänisjokis huvudavrinningsområde. 